# Fjälldraba
Fjälldraba (Draba glabella) är en korsblommig växtart som beskrevs av Frederick Traugott Pursh. Enligt Catalogue of Life ingår Fjälldraba i släktet drabor och familjen korsblommiga växter, men enligt Dyntaxa är tillhörigheten istället släktet drabor och familjen korsblommiga växter. Arten är reproducerande i Sverige. Inga underarter finns listade i Catalogue of Life.